# Ieftiata
Ieftiata (en rus: Ефтята) és un poble deshabitat del krai de Perm, a Rússia, que el 2010 tenia 0 habitants.